# Орлов, Михаил Иванович
Михаил Иванович Орлов (латыш. Mihails Orlovs; 21 ноября 1918, деревня Акменьсала (Лудзенский уезд — ныне Akmeņsala, Lazdulejas pagasts, Balvu novads) — 3 августа 1944, около железнодорожной станции Межаре) — советский военнослужащий, участник Великой Отечественной войны, гвардии капитан. Герой Советского Союза.

## Биография
Родился 21 ноября 1918 года в крестьянской семье в деревне Акменьсала Люцинского (Лудзенского) уезда Латвии. По национальности русский. Его отец, Иван Фёдорович, военнослужащий Красной Армии, участвовал в Гражданской войне (в 1919 году помог выйти из окружения полку красноармейцев). После войны вернулся домой, но был объявлен неблагонадёжным латвийскими властями и выселен с женой в Советскую Россию (родиной Ивана Фёдоровича был Опочецкий уезд Псковской губернии).
С восьми лет Миша воспитывался в семье дедушки Никиты Матвеевича и бабушки Варвары Михайловны, дяди Алексея Никитича и его жены Евдокии Павловны Кошняковых в деревне Новиково Пыталовского района. В деревне закончил Новожиловскую (Бухолово) шестиклассную школу. Некоторое время поработал на торфоразработках, на предприятиях в Риге.
В 1940 году поступил в Рижское пехотное училище и был зачислен в первый взвод 6-й роты.

## Великая Отечественная война
В начале Великой Отечественной войны командовал отделением курсантов и воевал под Скрундой. Вскоре училище было эвакуировано, однако большая часть эшелона, на котором следовали эвакуировавшиеся, была разбомблена между Гулбене и станцией Сита. Вместе с подразделениями 181-й стрелковой дивизии Михаил Орлов отступал через Пыталово-Остров на Псков. Участвовал в боях под Москвой и Старой Руссой, четыре раза был ранен, но после излечения возвращался в свою дивизию. Он принимал участие в боевых действиях на Западном, Северо-Западном и 2-м Прибалтийском фронтах. В боях несколько раз ранен.
В 1943 году был принят в ВКП(б).
В 1944 году участвовал в боях под Новосокольниками и Насвой, где проявил личное мужество и талант командира. Под Насвой его батальон получил задачу: овладеть деревней Чирки, игравшей важную роль в немецкой обороне. Первую атаку немцы отбили, и советские бойцы залегли. В итоге Орлов решил произвести разведку боем, о чём своевременно уведомил командира полка. Разведка боем прошла успешно: Орлов несколькими атаками выбил противника из его траншей и ДОТов. К вечеру гвардейцы при поддержке артиллерии взяли деревню. Утром удалось перерезать дорогу на Полутино, после чего немцы организовали мощную контратаку от Насвы. Когда были ранены командир батальона майор Губанов и его заместитель, Орлов принял на себя командование батальоном и сумел отбить атаку.
16 января 1944 года его батальон ворвался в расположение противника под деревней Барсучки, заняв траншеи, шесть дзотов и уничтожив до 60 солдат и офицеров противника. 1 февраля 1944 года Михаил Орлов был награждён за свои действия орденом Красного Знамени.
Особо отличился в августе 1944 года в боях при освобождении Латвии. В наступательных боях 2 августа 1944 года, несмотря на огневое противодействие противника, контратаковал две его роты, нанёс сильный урон живой силе и заставил отступить.
3 августа 1944 года в районе железнодорожной станции Межаре Екабпилского района, действуя в разведке, его рота вышла на шоссе Резекне-Крустпилс и, сломив сопротивление противника, закрепилась в его тылу. Противник предпринял многочисленные попытки контратаковать советское подразделение, применив и самоходное орудие. В ходе продолжающегося боя рота была окружена. Гвардии капитан М. И. Орлов получил многочисленные ранения, а рота понесла значительные потери ранеными. Но Орлов продолжал командовать ротой до подхода батальона, в критические моменты заменяя выходящих из строя пулемётчиков. Нанося сильный урон живой силе противника, небольшая группа бойцов под командованием командира роты прорвала кольцо окружения, вынесла раненых товарищей и, перейдя железную дорогу, закрепилась на рубеже, продолжая отражать контратаки противника до подхода основных сил батальона.
В тот же день Михаил Иванович Орлов умер от ран. Похоронен он был около станции Межаре в братской могиле.

## Награды
- Указом Президиума Верховного Совета СССР от 24 марта 1945 года, за мужество, отвагу и героизм, проявленные на фронте борьбы с немецко-фашистскими захватчиками, гвардии капитану Орлову Михаилу Ивановичу присвоено звание Героя Советского Союза (посмертно).
- Также он был награждён орденом Ленина (посмертно) и орденом Красного Знамени.